# História pré-colonial das Ilhas Canárias
As Ilhas Canárias são conhecidas desde a antiguidade; estima-se que as ilhas tenham 30 milhões de anos de idade. As Canárias eram habitadas por uma população indígena conhecida coletivamente como guanches, cuja origem ainda é assunto de discussão entre historiadores e linguistas.

## Origens da população

### Arqueologia e história
As origens dos povos indígenas das Canárias são ainda matéria de debate. Várias teorias têm sido propostas, alcançando vários graus de aceitação.
A arqueologia sugere que os colonizadores originais chegaram pelo mar, trazendo consigo animais domésticos tais como cabras, ovelhas, porcos e cachorros e cereais tais como trigo, cevada e lentilha. Eles também trouxeram consigo um conjunto de práticas socioculturais bem definidas que parece ter se originado e estado em uso por um grande período de tempo em outro lugar.
Há evidências que provam que várias civilizações mediterrâneas da antiguidade sabiam da existência das ilhas e estabeleceram contato com elas. As ilhas foram visitadas por fenícios, gregos e cartagineses. De acordo com Plínio o Velho, escritor e filósofo romano do século I, uma expedição de nativos da Mauritânia enviada por Juba II ao arquipélago visitou as ilhas, encontrando-as desabitadas, mas com ruínas de grandes edifícios. Quando o rei Juba, protegido romano, enviou um contingente para reabrir uma instalação de produção de tinta em Mogador (a moderna Essaouira, no Marrocos) no começo do século I d.C., sua força naval foi subsequentemente enviada em uma exploração às Canárias, usando Mogador como sua base de missão.
Na Idade Média as ilhas foram visitadas por navegadores árabes e europeus. Dessa forma, a população indígena das Canárias não se desenvolveu em completa isolação.
Atualmente, estudos arqueológicos e etnográficos têm levado muitos acadêmicos a aceitar o ponto de vista de que a população pré-colonial das Canárias compartilha origens comuns com as tribos berberes norte-africanas da região da cordilheira do Atlas e começou a chegar às Canárias pelo mar por volta de 1000 a.C. ou antes. Todavia, não há evidências históricas ou arqueológicas para provar que as tribos berberes do Atlas ou a população pré-colonial das Canárias tinham conhecimento ou faziam uso de técnicas de navegação. O pico de Tenerife é visível da costa africana em dias muito claros, mas as correntes em volta das ilhas tendem a levar os barcos para sudoeste e para oeste, passando do arquipélago e entrando no oceano Atlântico.
Muitos estudiosos concordariam agora que os dados confiáveis mais antigos da ocupação humana permanente podem ser traçados até cerca de 1000 a.C., mas tecnologias de datação absoluta diferentes tais como o carbono-14 e a termoluminescência fornecem resultados variáveis. Metodologias inadequadas e um número insuficiente de datações absolutas realizadas por todo o arquipélago têm produzido inconsistências e diferenças de informação.
Todavia, existe uma variedade de teorias sobre a origem da população canária pré-colonial explicando-a pela hipótese de uma imigração mais recente. Alguns acadêmicos (principalmente da Universidade de La Laguna, em Tenerife) defendem a teoria de que os habitantes originais das Canárias são de origem púnico-fenícia. O professor D. Juan Álvarez Delgado, por outro lado, argumenta que as Canárias estavam desabitadas até 100 a.C., quando elas foram gradualmente descobertas por navegadores gregos e romanos. Na segunda metade do século I d.C. o rei Juba II da Numídia abandonou prisioneiros norte-africanos nas ilhas, que eventualmente se tornaram os habitantes canários pré-históricos. O fato de que os primeiros habitantes foram prisioneiros abandonados dessa forma explica, de acordo com Álvarez Delgado, sua falta de perspicácia de navegação.
Embora negado por alguns acadêmicos (cf. Abreu Galindo 1977: 297), a especialização do trabalho e o sistema de hierarquia parecem ter dominado as estruturas sociais das populações canárias pré-coloniais. Em Tenerife, a figura mais importante era conhecida como o mencey, embora, na época em que as primeiras incursões espanholas começaram, Tenerife já estava dividida em nove menceyatos (ou seja, regiões separadas na ilha cada uma controlada por seu próprio mencey), Anaga, Tegueste, Tacoronte, Taoro, Icod, Daute, Adeje, Abona e Güimar. Apesar do fato de todos os menceys serem independentes e proprietários absolutos de seus territórios dentro da ilha, era o mencey de Taoro que atuava, de acordo com as crônicas, como primus inter pares. Gran Canária, por outro lado, parece ter sido dividida em dois guanartematos (funcional, política e estruturalmente regiões diferenciadas): Telde e Gáldar, cada um governado por um guanarteme.
Estudos da sociedade pré-colonial das Canárias ilustram os estilos de vida agrícola e pastoril nas ilhas (cf. Diego Cuscoy 1963: 44; González Antón & Tejera Gaspar 1990: 78).
Na época da conquista européia, as Ilhas Canárias eram habitadas por várias comunidades indígenas. A população pré-colonial das Canárias é genericamente chamada de guanches, embora, estritamente falando, os guanches fossem originalmente os habitantes de Tenerife. De acordo com as crônicas, os habitantes de Fuerteventura e Lanzarote eram chamados de maxos, Gran Canária era habitada pelos canários, El Hierro pelos bimbaches, La Palma pelos auaritas e La Gomera pelos gomeros. Evidências parecem sugerir que a interação inter-insular foi relativamente baixa e cada ilha era habitada por seus próprios grupos socioculturais distintos que viviam em relativo isolamento.
Pouca informação relativa à religião e às crenças cosmológicas dos guanches sobreviveu. O povo indígena das Canárias muitas vezes executava suas práticas religiosas em lugares marcados por características geográficas ou tipos de vegetação particularmente impressionantes. Certos locais contêm restos arquitetônicos e pinturas em cavernas foram identificadas como santuários.

### Genética populacional
Um artigo de pesquisa genética de 2003 de Nicole Maca-Meyer e outros publicado no The European Journal of Human Genetics comparou mtDNA guanche aborígene (coletado de sítios arqueológicos nas Canárias) com o de habitantes atuais das Canárias e concluiu que "apesar das mudanças sofridas pela população (colonização espanhola, comércio de escravos), linhagens de mtDNA aborígene [diretamente materno] constituem uma proporção considerável [42-73 %] do conjunto genético dos habitantes das Canárias. Embora os berberes sejam os mais prováveis ancestrais dos guanches, deduz-se que importantes movimentos humanos [por exemplo, a conquista árabe-islâmica dos berberes] tenham transformado o noroeste da África após a onda migratória para as Ilhas Canárias" e os "resultados confirmam, de uma perspectiva materna, a suposição de que desde o final do século XVI, pelo menos, dois terços da população canária têm uma substrato indígena, como foi previamente deduzido de dados históricos e arqueológicos. O haplogrupo U subclado U6b1 do mtDNA é especificamente canário e é o haplogrupo mtDNA mais comum encontrado nos sítios funerários arqueológicos guanches.
Linhagens de Y-DNA, ou cromossomo Y, (diretamente paterno) não foram analisadas neste estudo. Todavia, um estudo anterior coloca em 6 % a contribuição do Y-DNA foi citado por Maca-Meyer e outros, mas os resultados foram criticados como possivelmente defeituosos devido à filogeografia extensa do haplogrupo E1b1b1b do Y-DNA, que poderia desviar a determinação da qualidade de ser aborígene versus a colonização de linhagens contemporâneas de Y-DNA nas Canárias. Sem levar em consideração, Maca-Meyer e outros afirma que a evidência histórica apoia a explanação de "forte assimetria sexual… como resultado de uma forte propensão favorecendo emparceiramentos entre machos europeus e fêmeas indígenas", e para a importante mortalidade indígena masculina durante a conquista.

## Contatos na antiguidade
O pico do Teide em Tenerife pode ser visto nos dias claros a partir da costa africana. É possível que as ilhas estivessem entre aquelas visitadas pelo capitão cartaginês Hanno o Navegador em sua viagem de exploração ao longo da costa africana. As ilhas devem ter sido visitadas pelos fenícios em busca da preciosa tinta vermelha extraída da orchilla, se as Canárias representarem as Ilhas Púrpuras da lenda ou as Hespérides. Embora não haja evidência de que os romanos estabeleceram assentamentos permanentes, em 1964, ânforas romanas foram descobertas nas águas de Lanzarote. Descobertas feitas na década de 1990 demonstraram em detalhes mais seguros que os romanos comercializaram com os habitantes indígenas. Escavações de um assentamento em El Bebedero em Lanzarote, realizadas por uma equipe comandada por Pablo Atoche Peña da Universidade de Las Palmas de Gran Canaria e por Juan Ángel Paz Peralta da Universidade de Saragoça, produziram cerca de uma centena de pedaços de cerâmica, nove peças de metal e uma peça de vidro no sítio, em estratos datados entre os séculos I e V d.C. Análises da argila indicaram origens em Campânia, Bética e na província da África (atual Tunísia).